# Khoikhoi

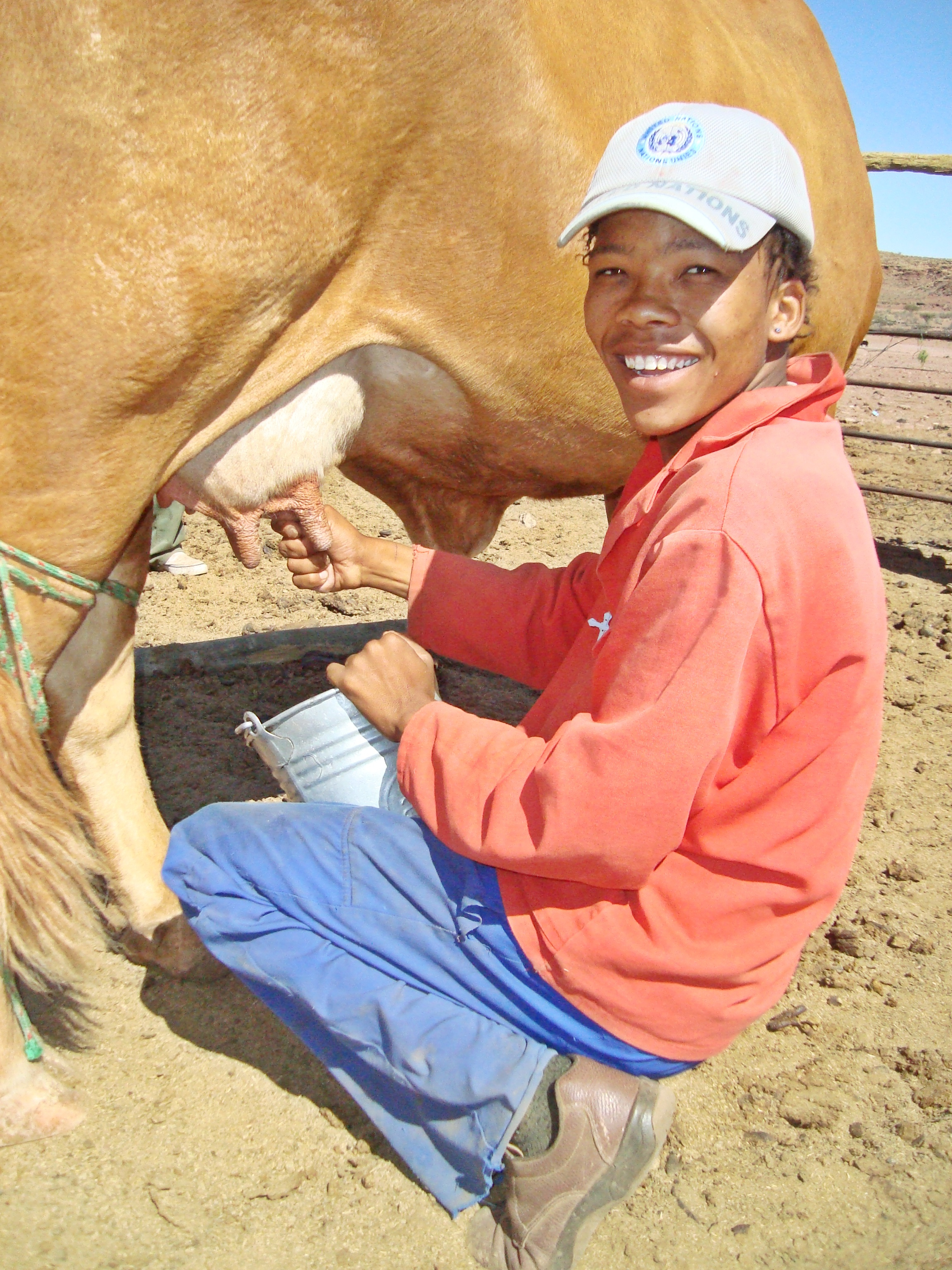
Nama-Junge beim Melken

Khoikhoi, auch Koikoin, Khoekhoen, „wahre Menschen“, ist ein Sammelbegriff für eine Gruppe kulturell und sprachlich eng miteinander verwandter Völker in Südafrika und Namibia. Zusammen mit den San bevölkerten sie bei der Ankunft der ersten Europäer den Westen des südlichen Afrika. Während die San traditionell Jäger und Sammler waren, betrieben die Khoikhoi vor allem saisonale (transhumante) Wanderweidewirtschaft mit Rindern. Beide sind indigene Völker Afrikas und werden unter der Bezeichnung Khoisan zusammengefasst. Als einzige ethnische Gruppe der Khoikhoi haben sich die Khoisan sprechenden Nama in Namibia erhalten. Deren Unterstamm Orlam spricht einen Dialekt des Afrikaans, der viele Elemente aus den Khoi-Sprachen aufgenommen hat.

## Begriffsgeschichte
Ursprünglich bezeichneten sich die Kapbewohner selbst als Khoi (Menschen). Die durch Europäer eingeführte Trennung der Khoi in zwei unterschiedliche Gruppen, die der Khoikhoi und die der San, geht bis ins 17. Jahrhundert zurück. Um die Bewohner zu differenzieren, benutzte man physische und ökonomische Merkmale zur Klassifikation. Man bezeichnete die viehhaltende Bevölkerung als „Hottentotten“ und die Jäger und Sammler als „Buschmänner“ (Bosjesmannen), unabhängig davon, ob sich diese Gesellschaften selbst als homogene Gruppen verstanden. Die Trennung anhand von ökonomischen Aspekten wurde jedoch von der durch Viehzucht wohlhabenderen Gruppe (Khoikhoi) unterstützt, die Sammeln als „niedere“ Tätigkeit ansahen. Die Khoikhoi bezeichneten daher die Jäger und Sammler (Buschmänner) als San, um diesen Unterschied zu verdeutlichen. Der ursprüngliche Begriff Khoi wird heute in der ethnologischen Forschung mit dem Begriff Khoisan wiedergegeben.

## Geschichte

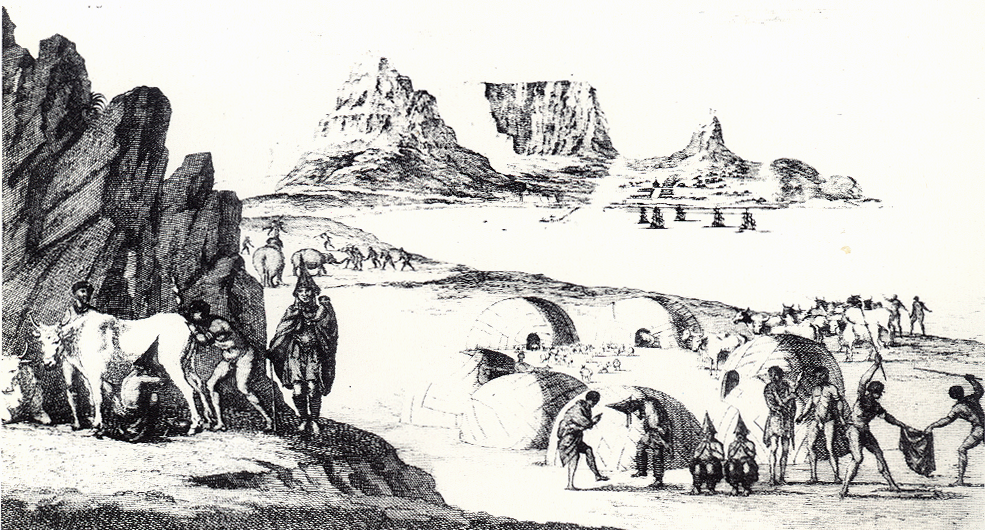
Zeichnung einer Khoikhoi-Siedlung, um 1717

Die Khoikhoi lebten hauptsächlich als nomadische Hirten. Sie waren dementsprechend in kleineren Gruppen organisiert, die sich aufgrund ihrer wirtschaftlichen Grundlage und der damit verbundenen Lebensweise als homogene Einheit sahen.
Laut einer umstrittenen Vermutung könnten die Khoikhoi von den San abstammen. Gemäß dieser Theorie spalteten sich die Khoikhoi 200 v. Chr. nach einer Begegnung mit Bantu-Gruppen im Norden des heutigen Botswana von den San ab. Von den Bantu erlernten die Khoikhoi die Viehhaltung, welche sie weniger abhängig von der Jagd und auch sesshafter als die San machte. 
Die Khoikhoi blieben trotz der neuerworbenen Kenntnisse weiterhin Nomaden. Sie konnten sich länger an einer Ortschaft aufhalten, aber sobald die Weiden in der Umgebung erschöpft waren, mussten auch sie weiterziehen. Größere Gruppen oder gar Staatsgebilde konnten sich aus diesem Grund nicht bilden. Das Volk der Khoikhoi war stattdessen in Sippen aufgeteilt, welche lose Verbindungen von umherziehenden Gruppen darstellten.
Die mit den San verwandten Khoi waren zur Zeit, als die Europäer sie erreichten, zahlenmäßig überlegen. Heute ist das Verhältnis umgekehrt. Die San leisteten zwar Widerstand gegen die vordringenden Europäer, aber nach dem ersten Kampf zogen sie sich häufig aus dem Gebiet zurück. Die Khoi hingegen kämpften bis zuletzt. Gleich während der Kolonisierung durch die Niederländer wurden die Khoikhoi der Kapregion beinahe ausgerottet. Einige schlossen sich den San an. Auf vielen Farmen wurden und werden sie häufig als Hirten beschäftigt. 
Die Nama in Namibia sind Khoi, die in der Wende vom 18. und 19. Jahrhundert aus Südafrika dorthin flüchteten.

### Kolonialzeit

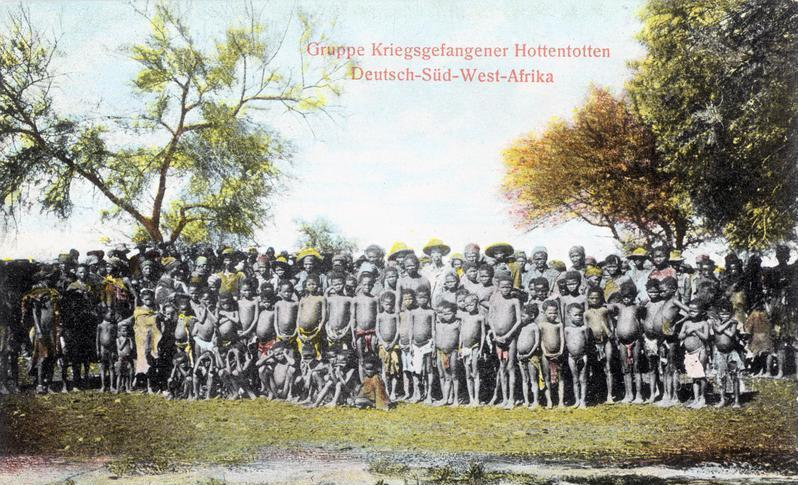
Gruppe inhaftierter Khoikhoi, kolorierte Postkarte, 1904

Die Nama kämpften im Aufstand von 1903–1908 gegen die deutsche Kolonialherrschaft. Die deutsche Schutztruppe inhaftierte die meisten Nama in den Konzentrationslagern auf der Haifischinsel und in Swakopmund, in denen die Gefangenen Zwangsarbeit verrichten mussten. In diesen Lagern herrschten schlechte klimatische, wohnliche und hygienische Bedingungen, die – gepaart mit Mangelernährung – zu meist tödlichen Erkrankungen führten. Gemäß der UN-Konvention von 1948 werden diese Handlungen heute als Völkermord eingestuft, ähnlich dem an den Herero. Historiker schätzen, dass über die Hälfte der damals etwa 20.000 Nama ums Leben kam.

### Sarah Baartman
Sarah Baartman, eine Khoi, wurde aufgrund ihrer anatomischen Besonderheiten – eines durch Fettablagerungen besonders großen Gesäßes (Steatopygie) und verlängerter innerer Schamlippen (damals als sogenannte „Hottentottenschürze“ bezeichnet) – 1810 als junge Frau nach Europa verbracht und dort ausgestellt. Nach ihrem Tod 1815 wurde sie seziert und partiell konserviert. Ihre körperlichen Merkmale dienten als biologistische Grundlage für Rassentheorien, die zur Legitimation des Kolonialismus konstruiert wurden. Erst 1974 wurden ihre sterblichen Überreste aus der öffentlichen Ausstellung des Musée de l’Homme genommen und erst 2002 auf Drängen des südafrikanischen Präsidenten Nelson Mandela in ihre Heimat überführt und feierlich bestattet.

## Heutige Situation
Die Zukunft der Khoi ist ungewiss, da sie sich nicht wie die San isoliert halten konnten. In Südafrika, insbesondere in der Region von Kapstadt, leben noch 2400 Khoi, von denen ungefähr 150 ihre alte Kultur pflegen.
In Namibia liegt die Zahl ungefähr bei 3400, von denen 1700 ihrer Tradition treu geblieben sind. Die Nama Khoi haben 100.000 Mitglieder, wovon ein Großteil noch nomadisch lebt. 
In Botswana schrumpfte ihre Zahl nach Abwanderung nach Namibia in den letzten Jahren von 2900 auf 1900. Knapp 100 leben noch so wie vor tausend Jahren.